# Uhyst (Spree)
Uhyst, obersorbisch Delni Wujězdⓘ, ist mit knapp 630 Einwohnern der zweitgrößte Ortsteil der sächsischen Gemeinde Boxberg/O.L. im Landkreis Görlitz. Das Dorf liegt im sorbischen Siedlungsgebiet in der Oberlausitz.
Zur Unterscheidung vom etwa 40 Kilometer entfernten Uhyst am Taucher (Horni Wujězd) wird Uhyst häufig auch Uhyst an der Spree genannt.

## Geographie
Uhyst liegt an Rande des Biosphärenreservates Oberlausitzer Heide- und Teichlandschaft in einer Teich- und Seenlandschaft direkt an der Spree. Der Ort ist eingebettet zwischen dem Bärwalder See im Nordosten und dem Drehnaer Teichgebiet sowie den Driewitz-Milkeler Heiden im Südwesten.
An der Bahnstrecke Węgliniec–Roßlau hat Uhyst einen Bahnhof. Hier verkehrt die Linie RB64 (Hoyerswerda–Görlitz) alle zwei Stunden als Seenland-Neisse-Shuttle. Die Bundesstraße 156 von Bautzen nach Weißwasser/Oberlausitz quert in Uhyst die Bahnstrecke und die Spree.
Umgebende Ortschaften sind Bärwalde im Norden, Boxberg, Kringelsdorf und die Klittener Dörfer im Nordosten und Osten am jenseitigen Ufer des Bärwalder Sees, Mönau und Rauden im Süden, Drehna im Westen und Lippen im Nordwesten. Vor ihrer tagebaulichen Inanspruchnahme lagen Schöpsdorf und Merzdorf spreeaufwärts zwischen Uhyst und Bärwalde.

## Geschichte

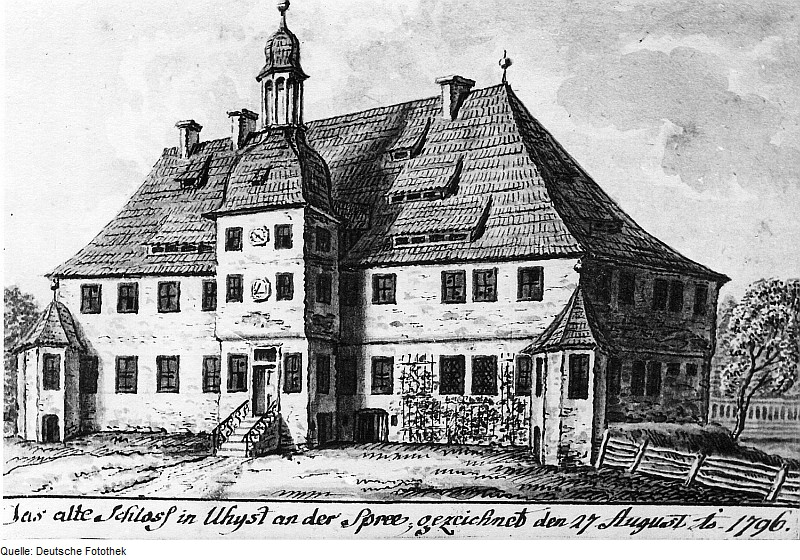
Zeichnung des alten Uhyster Schlosses (1796) von Johann Gottfried Schultz

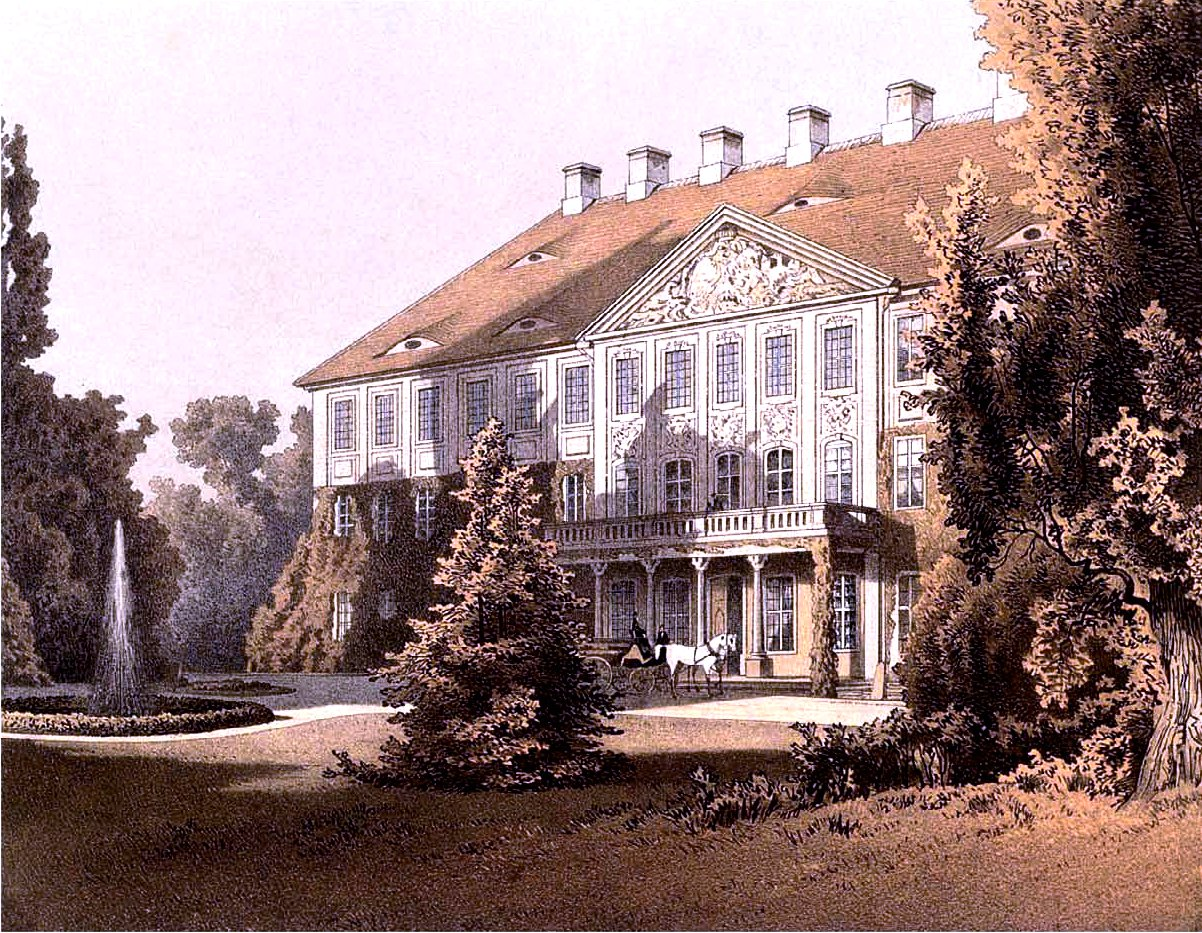
Rittergut Uhyst um 1860, Sammlung Alexander Duncker

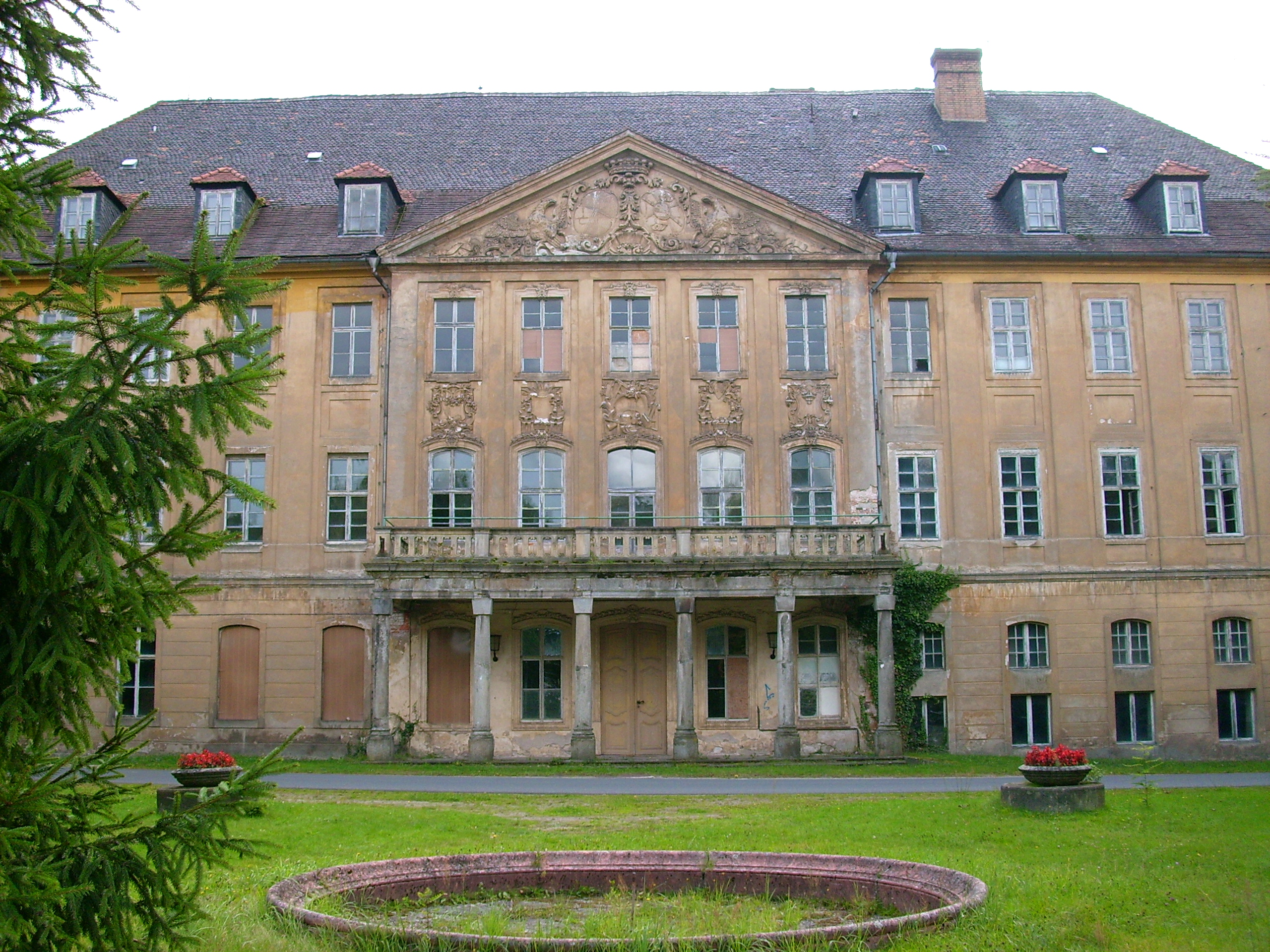
Das Neue Schloss 2012

### Ortsgeschichte
Bereits in der Mittel- und Jungsteinzeit lebten Menschen in der Gegend, wie archäologische Funde von Gräbern und Siedlungsresten belegen. Weitere Funde sind der Bronze- und der Eisenzeit zuzuordnen. Siedlungsreste aus der spätrömischen Kaiserzeit belegen, dass die Gemarkung Uhyst vor der Völkerwanderung besiedelt war. Wann die Wiederbesiedlung erfolgte, ist schwer zu sagen.
Urkundlich belegt ist die Ortschaft Ugezd im Jahr 1418, wohinter sich die altsorbische Bezeichnung *ujĕzd „Umritt, d. h. durch Umreiten abgegrenztes (Rodungs-) Land“ verbirgt (vgl. die russische Verwaltungseinheit). Dazu passt die Lage des Ortes in altem Waldgebiet. Seine Lage an einer Spreefurt sowie die relativ große Flur von über 2000 Hektar lassen vermuten, dass Uhyst älter als die Dörfer der näheren Umgebung ist. Diese Vermutung wird durch die Kirchenchronik aus dem 17. Jahrhundert bestärkt, die von einer 1342 errichteten Kapelle berichtet, die 1592 durch eine Holzkirche ersetzt wurde. Die hölzerne Kirche, die eine Filialkirche von Klix war, wurde 1716 durch einen massiven Neubau ersetzt. In diesem Jahr wurde Uhyst von Klix unabhängig, jedoch noch ohne größere Parochie.
Die ertragsarmen Heideböden sorgten in Verbindung mit dem Waldreichtum dafür, dass sich schon frühzeitig eine starke Forstwirtschaft mit entsprechender Holzverarbeitung etablierte, ein Pechofen ist gar für das 13. Jahrhundert nachgewiesen. Die günstige Verkehrslage zwischen Bautzen, Hoyerswerda und Muskau sorgte für gute Absätze und die Ansiedlung von Handwerkern. Schon 1730 war auf einer Karte eine Schmiede in Uhyst eingezeichnet. Später wurden umfangreiche Teichanlagen eingerichtet, in denen Fischzucht betrieben wurde.
Friedrich Caspar Graf von Gersdorff, Amtshauptmann zu Bautzen, ließ das Alte Schloss abtragen und 1738 bis 1742 das Neue Schloss errichten. Anschließend ließ er neben der Kirche ein Gebäude bauen, in dem die Herrnhuter Brüdergemeine eine Schule, später Lehrerbildungsanstalt und Adelspädagogium mit Internat betreiben konnte. Hier erhielt auch der junge Hermann von Pückler-Muskau seine frühe Ausbildung, von der er jedoch nicht sehr angetan war, wie er in späteren Briefen darstellte.
Als Ergebnis des Wiener Kongresses konnte das Königreich Preußen 1815 durch die Teilung des Königreiches Sachsen Landesteile hinzugewinnen. In der Folge kam Uhyst zum brandenburgischen Landkreis Spremberg. Da die sächsisch-preußische Grenze wenige Kilometer südwestlich des Ortes verlief und Klix weiterhin sächsisch war, wurden Drehna, Mönau und Rauden 1823 nach Uhyst umgepfarrt. 1825 wurde der Landkreis Hoyerswerda gebildet. Mit ihm kam Uhyst für die nächsten 120 Jahre unter schlesische Regierung.
Durch den Bau der Bahnstrecke Kohlfurt–Roßlau (Elbe) erhielt Uhyst 1871 einen Bahnanschluss. Zusätzlich zum Bahnhof im Ort wurde an der Kreuzung mit der Chaussee Weißwasser/Oberlausitz–Bautzen nahe Jasua der Güterbahnhof Uhyst Vorbahnhof gebaut.
In der Zwischenkriegszeit entwickelte sich in Uhyst ein sorbisches Vereinswesen. Im Februar 1921 wurde der Verein „Zahrodka“ gegründet und im Juni 1923 folgte eine Einheit des Serbski Sokoł, die erste im preußischen Teil der Lausitz. Der Sokoł löste sich 1933 in Erwartung eines Verbots durch die Nationalsozialisten selbst auf, die „Zahrodka“ musste ihre Tätigkeit wie die Domowina 1937 einstellen.
In den letzten Wochen des Zweiten Weltkriegs wurde Uhyst von der Wehrmacht umfangreich als Stellung ausgebaut. Bei den Kämpfen um den Ort fielen allein auf deutscher Seite 32 Soldaten. Zudem wurden von der SS Kriegsgefangene ermordet.
Nach dem Krieg kam die Gemeinde Uhyst wieder zum Land Sachsen, die nach der Verwaltungsreform von 1952 im nun verkleinerten Kreis Hoyerswerda wieder eine Randlage einnahm. Im Rahmen der Bodenreform kam es zur Aufteilung des enteigneten Gutsbesitzes. Trotz vieler Neu- und Kleinbauern wurde erst 1958 eine Landwirtschaftliche Produktionsgenossenschaft (LPG) gegründet.
In den sechziger Jahren wurde der Aufschluss eines neuen Tagebaus zum Braunkohleabbau nordöstlich von Uhyst geplant. Bei Vorarbeiten für den Tagebau fand man 1961 in einem Waldstück ein Massengrab, in dem 102 Deutsche, Russen und Polen lagen. Die Leichen wurden daraufhin nach Hoyerswerda umgebettet.
Die Nachbarorte Drehna und Lippen, letzterer bereits durch den Tagebau Lohsa beträchtlich verkleinert, wurden am 1. Mai 1974 eingemeindet. Für den Tagebau Bärwalde wurde die Spree auf einer Länge von etwa zehn Kilometern verlegt und die Teiche nördlich von Uhyst trockengelegt. 1978 wurde Merzdorf und 1981 Schöpsdorf überbaggert.
Die Gemeinde Mönau mit ihrem Ortsteil Rauden wurde zum 1. März 1994 nach Uhyst eingemeindet, wodurch die Gemeinde Uhyst ihre größte Flächenausdehnung erreichte. Im Zuge der sächsischen Kreisreform 1996 entschied sich die Gemeinde nach der Auflösung des Landkreises Hoyerswerda, nicht dem Landkreis Kamenz, sondern dem Niederschlesischen Oberlausitzkreis beizutreten. Einzig die Bevölkerungsmehrheit des Ortsteils Lippen sprach sich für den Landkreis Kamenz aus, wodurch Lippen am 1. Januar 1996 nach Lohsa umgemeindet wurde.
Fünf Jahre nach der Schließung des Tagebaus begann 1997 die Flutung seines Restlochs zum Bärwalder See.
Zum 1. Oktober 2007 trat die Gemeinde Uhyst der Gemeinde Boxberg/O.L. bei. Nachdem doppelte Straßennamen innerhalb der Gemeinde bereits geändert waren, änderte die Deutsche Post die Postleitzahl zum 1. Juli 2008 von 02999 (bei der Einführung 1993 für den südöstlichen Teil des Landkreises Hoyerswerda vergeben) auf 02943 (Weißwasser und Boxberg).
Am 19. Februar 2021, genau hundert Jahre nach der ersten „Zahrodka“, gründete eine Gruppe von Bürgern aus Uhyst und umliegenden Orten den Nachfolgeverein „Zahrodka 1921“, der als erstes wieder der Domowina beitrat und sich für eine Wiederbelebung des Sorbischen in der Region einsetzen will.

### Bevölkerungsentwicklung
| Jahr                            | Einwohner |
| ------------------------------- | --------- |
| 1825                            | 527       |
| 1871                            | 481       |
| 1885                            | 475       |
| 1905                            | 480       |
| 1925                            | 575       |
| 1939                            | 692       |
| 1946                            | 793       |
| 1950                            | 922       |
| 1964                            | 939       |
| 1971                            | 926       |
| 1988                            | 1089      |
| 1990                            | 1075      |
| 1993                            | 1048      |
| 1994                            | 1272      |
| 1999                            | 920       |
| 2002                            | 1201      |
| 2006                            | 1104      |
| 2008                            | 789       |
| 2020                            | 627       |
| kursiv: Gemeinde mit Ortsteilen |           |

1712 gab es in Uhyst sieben Ganzbauern, einen Halbbauern, acht Gärtner, 13 Häusler, zwei Schäfer, 20 Handwerker, eine Sägemühle und zwei Windmühlen. Im Jahr 1777 wirtschaften in Uhyst acht besessene Mann (Bauern), sieben Gärtner und 33 Häusler; eine weitere Wirtschaft lag wüst.
Im Verlauf des 19. Jahrhunderts sank die Einwohnerzahl von 527 im Jahr 1825 auf 475 im Jahr 1885. Danach kam es zu einem Anstieg, so dass 1925, 100 Jahre nach der ersten Zählung, bereits 575 und 1939 sogar 692 Einwohner gezählt wurden. Nach dem Krieg stieg die Zahl durch Flüchtlinge und Vertriebene aus den früheren Ostgebieten auf 793 im Jahr 1946 und näherte sich der Marke von 1000 Einwohnern in den fünfziger und sechziger Jahren.
Durch die Eingemeindung von Drehna (133 Einwohner im Jahr 1971 mit rückläufiger Tendenz) und Lippen im Jahr 1974 sowie die Umsiedlung der Einwohner von Merzdorf und Schöpsdorf wurde der Rückgang der Einwohnerzahlen, wie er in jener Zeit in vielen Dörfern der Umgebung feststellbar ist, in Uhyst kompensiert. Durch die Eingemeindung von Mönau und Rauden stieg die Einwohnerzahl 1994 um knapp 230 an, jedoch zeichnete sich seit der Wende ein rückläufiger Trend ab.
Zwischen 1999 und 2008 sank in Uhyst die Zahl von 920 auf 789 Einwohner.
Die Bevölkerung war ursprünglich sorbisch. Um das Jahr 1885 ermittelte Arnošt Muka für seine Statistik der Sorben in der Oberlausitz in Uhyst 385 Sorben und 75 Deutsche, was einem sorbischen Bevölkerungsanteil von 84 % entspricht. Damit hatte Uhyst im Vergleich zu den umliegenden Dörfern einen relativ niedrigen sorbischen Bevölkerungsanteil, der in Drehna, Mönau, Rauden und Schöpsdorf bei 100 %, in Lippen bei 98 % und in Merzdorf bei 96 % lag. Ein ähnliches Bild zeichnet sich 1956, als Ernst Tschernik den sorbischsprachigen Bevölkerungsanteil in Uhyst auf noch 45,1 % beziffert, wobei in den umliegenden Orten noch die Mehrheit Sorbisch spricht. Dabei hatte sich die absolute Zahl der Sorbischsprecher gegenüber den 1880er Jahren sogar vergrößert; durch Zuzug vor allem von Umsiedlern waren diese jedoch dennoch in die Minderheit geraten.

### Ortsname

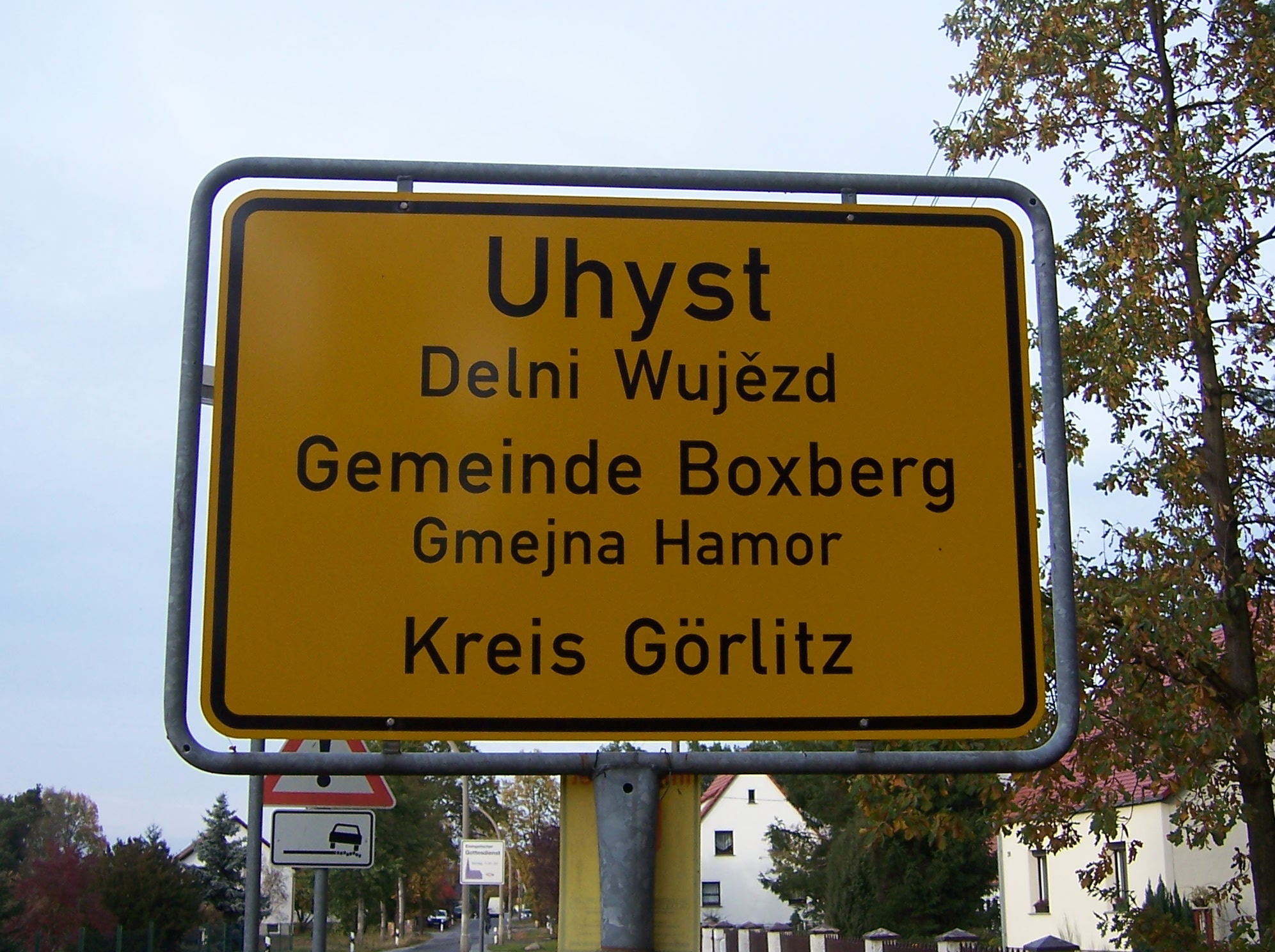
Uhyst, Delni Wujězd

Urkundlich belegte Ortsnamensformen sind unter anderem Ugezd (1418), Ugißt parvum (1419), Ugiß (1448), Ugist (1452), Ugesd (1474), Klein-Qugist (1535), Vgist (1565), Vhyst (1678), Ujest (1745) und schließlich 1791 Uhyst an der Spree. Im Rahmen der Germanisierung slawischstämmiger Ortsnamen während der Zeit des Nationalsozialismus wurde Uhyst 1936 in Spreefurt umbenannt. Die Rückbenennung in Uhyst erfolgte 1947.
Die Entwicklung der sorbischen Namensform erfolgte (zum Teil in deutscher Schreibweise) über Wugisde (um 1430), Wuyez (1466), Wuyest (1489), Wujesd (1767), Delny Wujezd (1800), Delni Wujezd (1843) und Delni Wujězd (1969).
Sowohl Paul Kühnel (1896) als auch Ernst Eichler (1975) deuteten den Namen als ein durch Umritt abgegrenztes Waldgebiet, das zur Siedlung auf Rodungsland bestimmt ist. Abgeleitet wurde der Name dabei vom altsorbischen Wort ujězd, das eine Verwandtschaft zum tschechischen újezd aufweist, vgl. auch Uhyst am Taucher und Breitendorf.

## Sehenswürdigkeiten

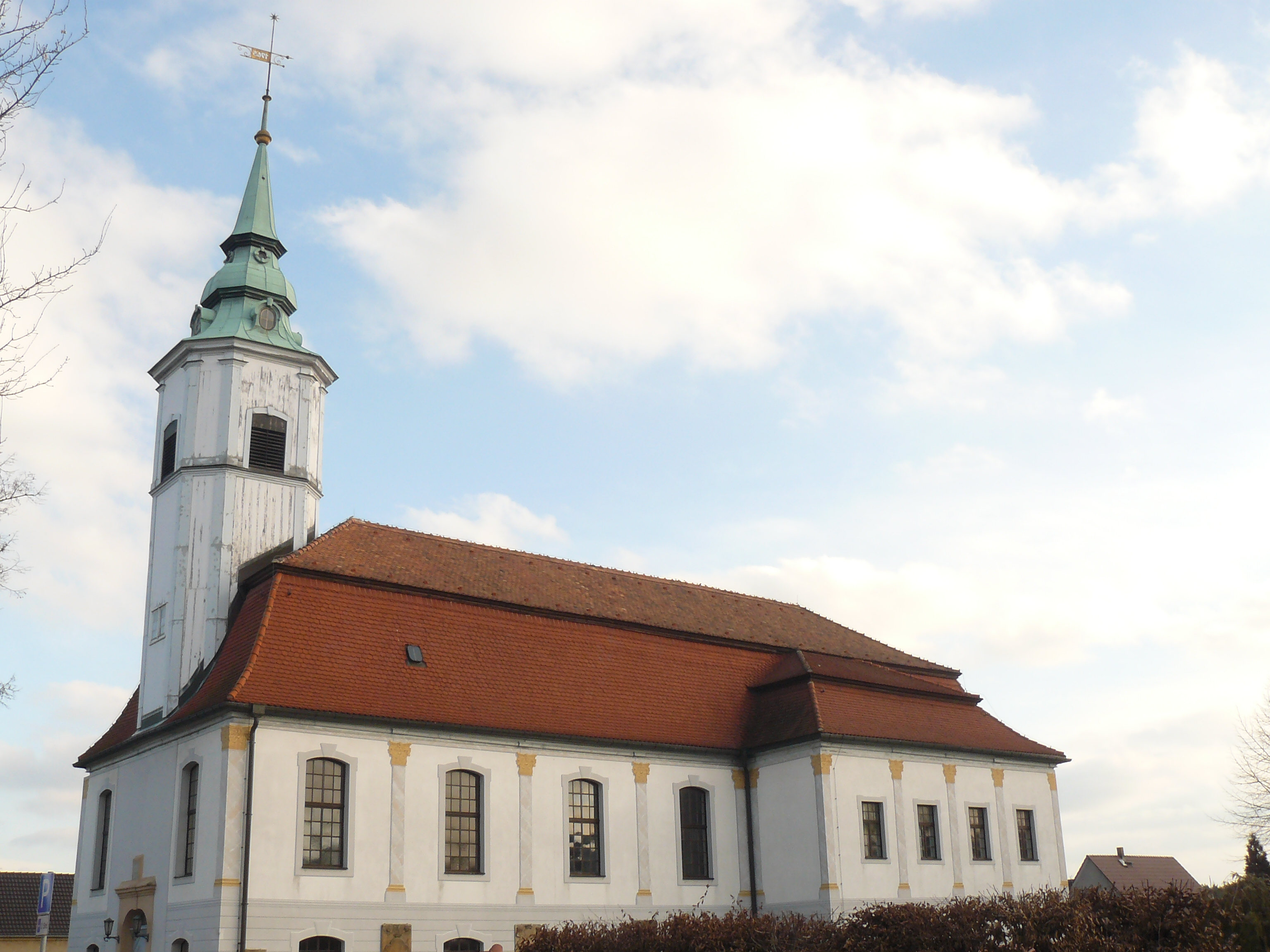
Evangelische Kirche in Uhyst

### Bauwerke
- Neues Schloss mit einem Barockgarten und englischem Landschaftspark
- Das ehemalige Adelspädagogium (eine Internatsschule der Herrnhuter Brüdergemeine)
- alte Holzschleiferei
- Kirche mit reicher Innenausstattung
- ein historischer Wasserturm (bewohnt)

### Gedenkstätten
Eine Gedenkstätte erinnert an die 102 Kriegsgefangenen, die im Frühjahr 1945 von der SS ermordet wurden.

## Persönlichkeiten
In Uhyst wirkte der Förster und Dichter Gottfried Unterdörfer (1921–1992) von 1950 bis zu seinem Tod.

## Veranstaltungen
Anlässlich des Licht-Klang-Festivals transNATURALE am Bärwalder See fand im August/September jeden Jahres ein Mediencamp mit Radio-, Hörspiel- und Fotokursen statt. Höhepunkte dieser „SeeFunkWerkstätten“ waren Ausstellungen im Gemeindehaus und das dreitägiges Live-Radio-Programm „SeeFunk“.
Bei der transNATURALE 2015 fand im Uhyster Volkspark auf einer Spreeinsel die erste Insel Classic – Oldtimerwelten Uhyst/Spree mit über 240 historischen Fahrzeugen statt. Die dritte Auflage des Oldtimertreffens erfolgte im August 2019.